# Nicci French

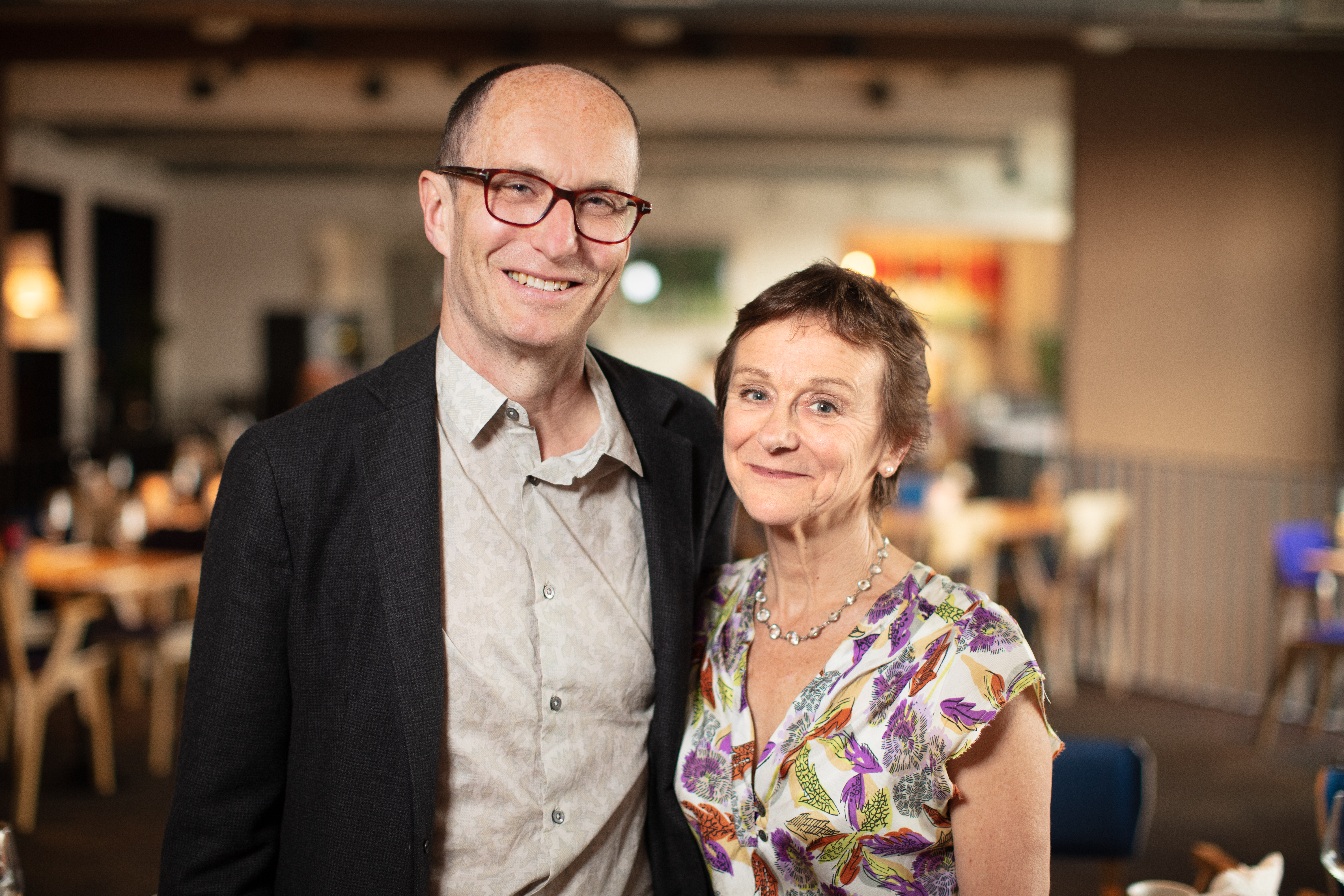
Nicci French (2018)

Nicci French è lo pseudonimo di due giornalisti londinesi, Nicci Gerrard e Sean French, i quali scrivono insieme thriller psicologici. Sposati nel 1990, fino al 1999 hanno vissuto in un villaggio nel Suffolk, a un centinaio di chilometri da Londra, con due figli del primo matrimonio di Gerrard e i due che hanno avuto insieme.

## Nicci Gerard
Nicci Gerrard nasce il 10 giugno 1958. Cresciuta nel Worcestershire, con due sorelle e un fratello, studia letteratura inglese alla Università di Oxford e insegna letteratura a Los Angeles ed a Londra. Prima di diventare una giornalista freelance, fonda una rivista femminile. Si sposa ed ha due bambini.
Il matrimonio non ha successo e la Gerrard si ritrova di nuovo single, quando incontra Sean French. I due fanno conoscenza mentre lei lavora come editor del New Statesman, nel quale French scriveva in una rubrica settimanale. Lascia questo lavoro quando le viene offerto un posto al The Observer.

## Sean French
Sean French nasce il 28 maggio 1959 a Bristol. Come i fratelli minori Patrick e Karl, frequenta la William Ellis secondary school prima di studiare letteratura inglese alla Oxford University, dove curiosamente non incontra mai la futura moglie. Mentre frequenta l'università, French vince una gara per giovani scrittori organizzata da Vogue e diventa giornalista.
Nel 1987 ottiene la sua prima rubrica e fino alla fine del 2000 continua a scrivere per il New Statesman.